# Grupo fotográfico AFAL
El Grupo fotográfico AFAL fue un colectivo de fotógrafos españoles que iniciaron un proceso de renovación fotográfica a mitad del siglo XX. Su principal vehículo comunicativo fue la revista AFAL, editada por la Agrupación fotográfica almeriense desde 1956.

## La Agrupación fotográfica almeriense
Se creó en 1950 como una asociación para la difusión de la fotografía. Esta agrupación surgió en el marco de un movimiento asociacionista fotográfico en España iniciado en 1945, ya que antes de la guerra civil solo existían unas pocas: Real Sociedad Fotográfica de Madrid, Agrupación Fotográfica de Cataluña, Real Sociedad Fotográfica de Zaragoza y Foto Club de Valencia; mientras que en 1960 existían ya más de una treintena.
En 1955 fue elegido presidente José María Artero García y secretario Carlos Pérez Siquier lo que supuso iniciar nuevos objetivos en la agrupación. De este modo se propusieron romper con la tradición pictorialista instalada en las sociedades fotográficas y ofrecer nuevos planteamientos fotográficos inspirados en otras corrientes existentes en el extranjero. Uno de sus objetivos fue realizar una revista abierta a formas fotográficas renovadas.

## La revistaAFAL
Desde la creación en enero de 1952 de la revista Arte Fotográfico, dirigida por Ignacio Barceló, solo alguna publicación como los boletines de las agrupaciones fotográficas ofrecían la posibilidad de difundir las fotos de los distintos autores; sin embargo Arte Fotográfico mantenía unos criterios de selección próximos al pictorialismo y el academicismo que impedían la innovación, solo se podía contemplar alguna foto más innovadora si era premiada en algún concurso, ya que la revista dedicaba bastante espacio a las actividades de las agrupaciones fotográficas. 
En enero de 1956 se lanzó el primer número de la revista AFAL, se trataba de un boletín social al estilo de Sombras de la Real Sociedad Fotográfica de Madrid, o de los editados por la Agrupación Fotográfica de Cataluña, el Foto Club de Valencia o algunas otras asociaciones; en esta línea se editaron tres números pero el cuarto supuso un importante cambio cualitativo ya que se convirtió en una revista con una línea editorial dirigida a la fotografía documental y humanista en la que existía una preocupación por la imagen como instrumento de cultura y comunicación.
La aparición de esta revista permitió que numerosos fotógrafos pudieran difundir sus fotos y darlas a conocer entre los aficionados a la fotografía. La revista se estuvo editando hasta 1963 aunque de un modo discontinuo, se editaron 36 números; hasta 1958 la temática era principalmente la fotografía, mientras desde 1959 a 1963 se concedió gran relevancia al cine. El denominado Anuario de la fotografía española de 1958 tuvo una gran difusión y contó con importante debate con la censura existente al aparecer entre otras fotos algún desnudo, pero acabó publicándose y se hizo una tirada de 2500 ejemplares que fue muy alta en ese momento para una publicación tan especializada.
Entre los fotógrafos participantes en la revista se encuentran Joan Colom, Gabriel Cualladó, Paco Gómez, Ramón Masats, Carlos Pérez Siquier, Alberto Schommer, Oriol Maspons, Ricard Terré, Julio Ubiña, Francesc Catalá Roca, Gerardo Vielba, Xavier Miserachs, Leopoldo Pomés, Ramón Bargués, Francisco Ontañón, etc. Este colectivo es heterogéneo en sus planteamientos fotográficos pero coincide en el deseo de realizar una fotografía innovadora y diferente a la que se realizaba en el seno de las agrupaciones. Sin embargo, existe bastante coincidencia en cuanto a planteamientos personales de la fotografía, la existencia de un humanismo y el reportaje social como formas de expresión.

## Influencia en la fotografía española
La revista AFAL sirvió para que los fotógrafos españoles pudieran dar a conocer su obra a otros a pesar de la distancia geográfica, pero también para conocer aspectos teóricos y a diversos fotógrafos extranjeros como Henri Cartier Bresson,  William Klein, Robert Frank, Otto Steinert, etc. 
Por otro lado, sirvió para dar a conocer la fotografía española en el extranjero, lo que permitió que Edward Steichen invitara a algunos de los participantes a una exposición fotográfica mundial que preparaba en 1959 en el MOMA. 
En 1991 AFAL vio la luz de nuevo de la mano de Manuel Falces con el proyecto Imagina. Carlos Pérez Siquier recibió el encargo de comisariar la exposición Grupo AFAL 1956-1991 en el que se ofrecía una selección de la obra realizada en tiempos de AFAL y otra de lo que estaban fotografiando en 1991. Dicha exposición pertenece a los fondos del Centro Andaluz de la Fotografía.
En 2006 el Centro Andaluz de Arte Contemporáneo realizó una exposición titulada AFAL. El Grupo fotográfico 1956/1963. En 2009 salió a la luz el documental AFAL, una mirada libre 1956-1963; en el que intervienen doce de los miembros vivos del Grupo Afal en aquel momento